# Zell (Mosel)
Zell an der Mosel là một đô thị thuộc huyện Cochem-Zell, Rheinland-Pfalz, nước Đức. Đô thị Zell (Mosel) có diện tích 44,98 km². Zell là thủ phủ của Verbandsgemeinde ("đô thị tập thể") Zell.